# Estoig geomètric

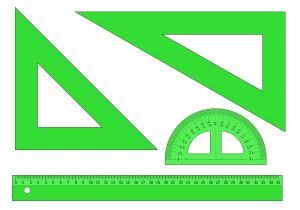

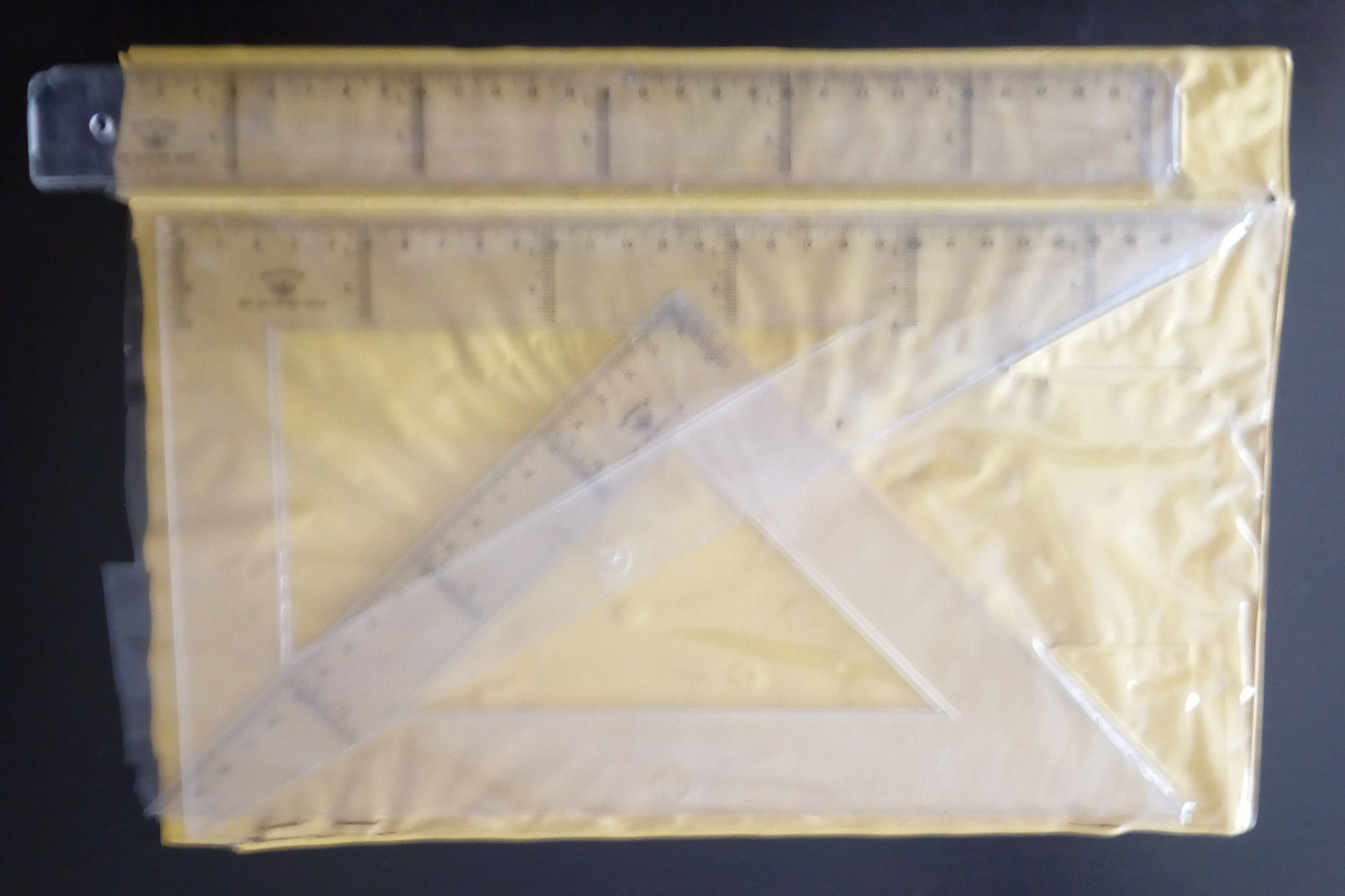

Un estoig geomètric, també anomenat en alguns països joc de geometria, és el receptacle d'un conjunt d'instruments que serveixen per a dibuixar figures geomètriques planes, de fins traços rectilinis o corbs. S'utilitza en geometria i en dibuix tècnic i consta dels següents elements:
- Regle
- Escaire
- Cartabó
- Transportador
- Compàs
- Plantilla de corbes
- Regle modelable per a corbes

Encara que aquests instruments es venen tots junts, generalment, són de baixa qualitat, per a iniciar-se en el dibuix, ja que les esquadres venen graduades i són fràgils, el transportador mesura fins a 180° i el compàs és el més simple, pel que es recomana, per a traços de qualitat, l'adquisició d'instruments més adequats.